# 1782 en science
| Années de la science : 1779 - 1780 - 1781 - 1782 - 1783 - 1784 - 1785    |
| Décennies de la science : 1750 - 1760 - 1770 - 1780 - 1790 - 1800 - 1810 |

Cet article présente les faits marquants de l'année 1782 en science.

## Événements

la machine à vapeur à double effet de James Watt. gravure de 1822.

- Juin : Lavoisier et Laplace mettent au point un calorimètre à glace. Il commencent leurs expériences pour déterminer la « chaleur latente » (notion proposée par Joseph Black) de diverses réactions chimiques de novembre 1782 à février 1783 et jettent selon Berthelot « les premiers fondements de thermochimie »[1].
- 4 juillet : l'ingénieur britannique James Watt fait breveter une machine à vapeur rotative, à double effet, qui permet l’emploi de la vapeur dans l’industrie[2].
- 7 septembre : l'astronome britannique William Herschel découvre  NGC 7009, la première nébuleuse planétaire identifiée en tant que telle[3].
- 14 décembre : les frères Montgolfier testent pour la première fois un ballon à air chaud à Vidalon-lès-Annonay[4].

- Découverte du tellure par Franz-Joseph Müller von Reichenstein[5] dans mines d'or de Zlatna en Transylvanie (isolé en 1798)[6].

- Le chimiste suédois Carl Wilhelm Scheele isole l'acide prussique[7].

## Publications
- Linné : Supplementum Plantarum.
- Jean-Paul Marat : Recherches physiques sur l'électricité .
- Juan Ignacio Molina : Saggio sulla Storia Naturale del Chile, Bologne,  première étude d'histoire naturelle sur le Chili.
- Guyton de Morveau : Mémoire sur les dénominations chimiques, la nécessité d'en perfectionner le système et les règles pour y parvenir.
- Giordano Riccati : Delle vibrazioni sonore dei cilindri, Memorie du matematica e fisica della società Italiana, Vérone.

## Prix
- Médailles de la Royal Society
  - Médaille Copley : Richard Kirwan, (1733-1821), pour ses analyses de solutions salines.

## Naissances

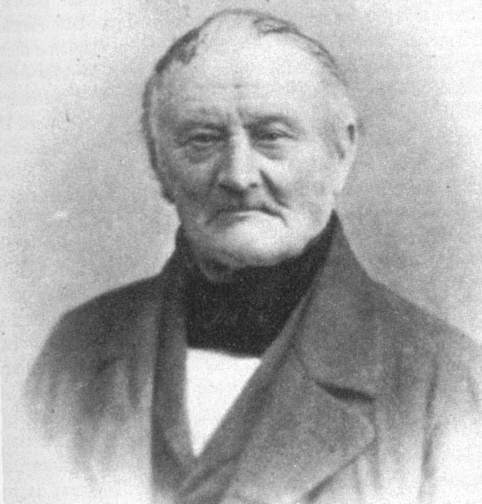
Maximilian zu Wied-Neuwied

- 22 février : Johann Friedrich Ludwig Hausmann (mort en 1859), minéralogiste et géologue allemand.

- 19 mars : Wilhelm von Biela (mort en 1856), officier de l'armée austro-hongroise et astronome amateur.

- 18 avril : Georg August Goldfuss (mort en 1848), paléontologue et zoologiste allemand.

- 16 juin : Olry Terquem (mort en 1862), mathématicien français.

- 3 juillet : Pierre Berthier (mort en 1861), minéralogiste et géologue français.

- 23 septembre : Maximilian zu Wied-Neuwied (mort en 1867), naturaliste, ethnologue et explorateur allemand.

- 7 décembre : Nicolaus Michael Oppel (mort en 1820), naturaliste allemand.
- 28 décembre : Joseph Arnold (mort en 1818), naturaliste britannique.

## Décès

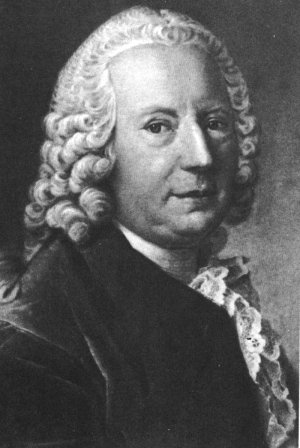
Daniel Bernoulli

- 18 janvier : John Pringle (né en 1707), médecin écossais.

- 15 février : Nicolas Bidet (né en 1709), agronome français.

- 9 mars : Félix Le Royer de La Sauvagère (né en 1707), ingénieur militaire et archéologue amateur français.
- 17 mars : Daniel Bernoulli (né en 1700), mathématicien suisse.

- 16 mai : Daniel Solander (né en 1733), botaniste suédois.
- 20 mai : William Emerson (né en 1701), mathématicien anglais.

- 7 août : Andreas Sigismund Marggraf (né en 1709), chimiste allemand.
- 22 août : Henri Louis Duhamel du Monceau (né en 1700), naturaliste français.

- 11 octobre : Christophe Gadbled (né en 1734), mathématicien et géographe français.

- 13 novembre : Jacques Montet (né en 1722), chimiste français.
- 21 novembre : Jacques de Vaucanson (né en 1709), ingénieur et inventeur Français.